# یواس‌اس اسپیدوی (اس‌پی-۴۰۷)
یواس‌اس اسپیدوی (اس‌پی-۴۰۷) (به انگلیسی: USS Speedway (SP-407)) یک کشتی بود که طول آن ۵۲ فوت (۱۶ متر) بود.